# St. Peter und Paul (Grettstadt)

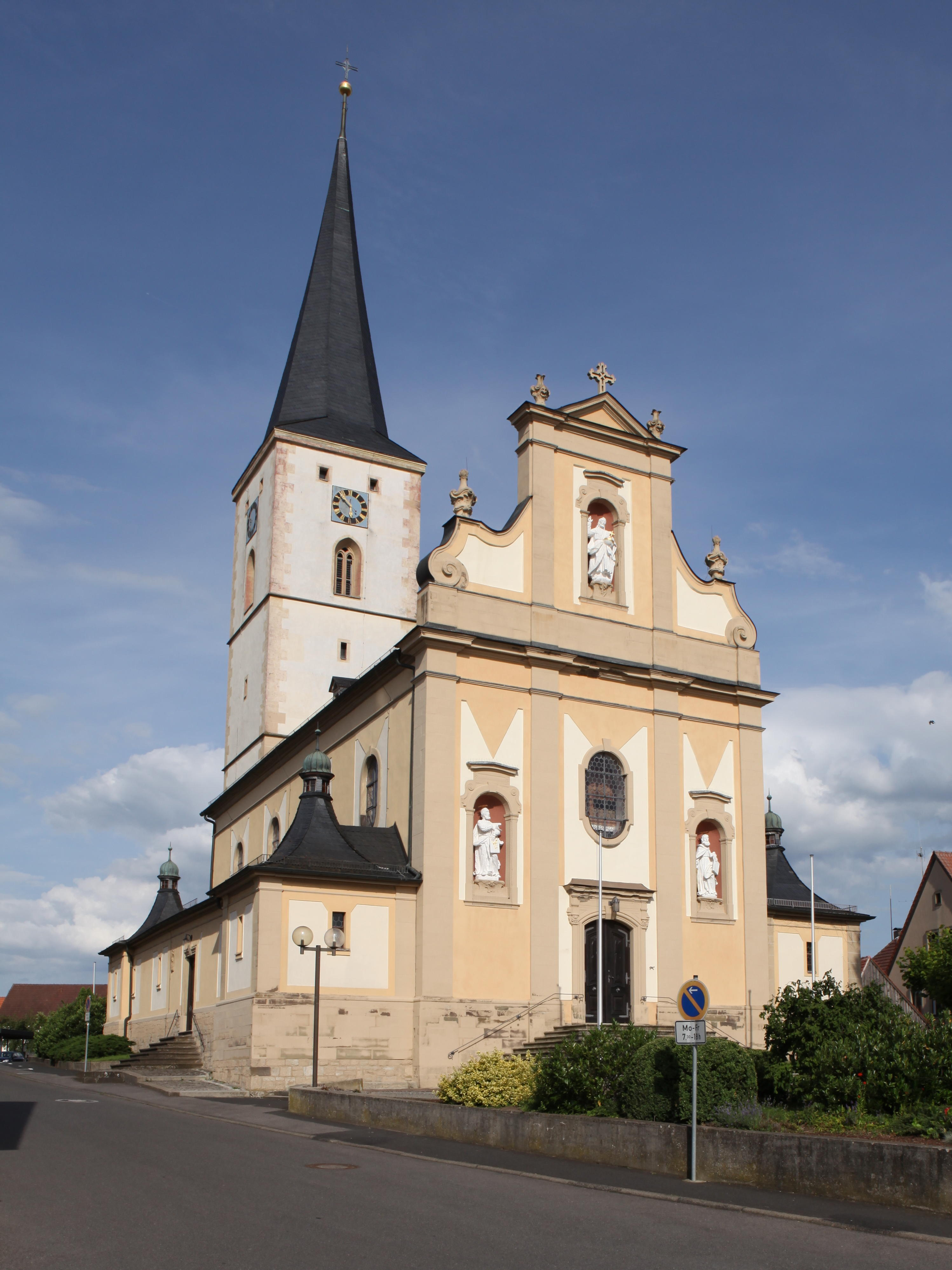
St. Peter und Paul (Grettstadt)

Die römisch-katholische Pfarrkirche St. Peter und Paul ist eine denkmalgeschützte Kirche in Grettstadt, eine Gemeinde im Landkreis Schweinfurt (Unterfranken, Bayern). Das Bauwerk ist unter der Denkmalnummer D-6-78-138-16 als Baudenkmal in der Bayerischen Denkmalliste eingetragen. Die Pfarrei gehört zur Pfarreiengemeinschaft St. Christophorus im  Mainbogen im Dekanat Schweinfurt des Bistums Würzburg.

## Beschreibung
Der Chorturm wurde 1471 erbaut. An ihn wurde 1766–69 das Langhaus mit einer Fassade mit einem Volutengiebel im Westen nach einem Entwurf von Johann Michael Fischer angebaut. 1923–26 wurde das Langhaus nach einem Entwurf von Fritz Fuchsenberger um zwei Seitenschiffe erweitert. Die Kirchenausstattung stammt aus der Werkstatt von Johann Peter Wagner.